# 大溫哥華地區A選區
大温A选区是卑诗省大温地区的一部分。它包括：大学保留地和卑诗大学、温哥华市西部；鲍耶岛，通道岛屿和 Barnston 群岛；皮特湖西侧；印地湾北部；以及主要是山区、人口稀少的北海岸。
该地区由大温区域局董事会的一名主任管理。这是一个民选职位，任期4年。现任主任萨弗·达利瓦尔，任期为2022年至2026年。

## 社区
- Barnston岛
- Buntzen湾
- 比尔山岛屿托管区(部分)
  - 鲍耶岛
  - 通道岛屿
- 落花岗岩
- Strachan溪
- 大学保留地

## 人口统计
根据加拿大统计局2011年人口普查数据，该地区有13,035人，比2006年的11,050人增长18.0％。有6,063栋建筑，5,041栋有人居住。 